# Осока волотиста
Осока волотиста(Carex paniculata) — вид рослин родини осокові (Cyperaceae), поширений у Європі, на заході Азії й заході Північної Африки. Етимологія: лат. panicula — «волоть», лат. atus — прикметниковий суфікс для іменників.

## Опис
Багаторічна трав'яниста рослина 40–100 см завдовжки. Листові пластинки плоскі, сірувато-зелені, (3)6–8 мм завширшки. Нижні лускоподібні листки каштанові або коричневі, зі слабким червонуватим відтінком, злегка блискучі, не розпадаються на прості волокна. Суцвіття 6–9(10) см завдовжки. Утворює купини з багатою кореневою системою і товстими, темно-коричневими коренями. Верхні колоски складаються з чоловічих, а нижні — з жіночих квітів. Лушпини загострені, світло-коричневі та з білими краями. Плоди (сім'янка) жовто-коричневого кольору, мають два зубчики.
Основний період цвітіння — з травня по червень. Запилення здійснюється вітром. Діаспори поширюється водою, вітром і прилипанням.

## Поширення
Європа: усі країни крім Ісландії й Молдови; Азія: Туреччина, Вірменія, Грузія; Північна Африка: Марокко, Кабо Верде, Канарські острови; натуралізований: Нова Зеландія; культивується. Зростає здебільшого у вологих, багатих поживними речовинами вапнякових районах від низин до гір; максимальна висота — 1900 м над рівнем моря.
В Україні населяє осокові і осоково-мохові болота — у Карпатах (до 1700 м), спорадично; в Поліссі та Лісостепу (Чернігівська, Київська, Львівська, Кіровоградська, Дніпропетровська й Харківська області), рідко. Входить у список регіонально рідкісних рослин м. Києва, Вінницької, Дніпропетровської, Житомирської, Київської, Рівненської, областей.

## Галерея

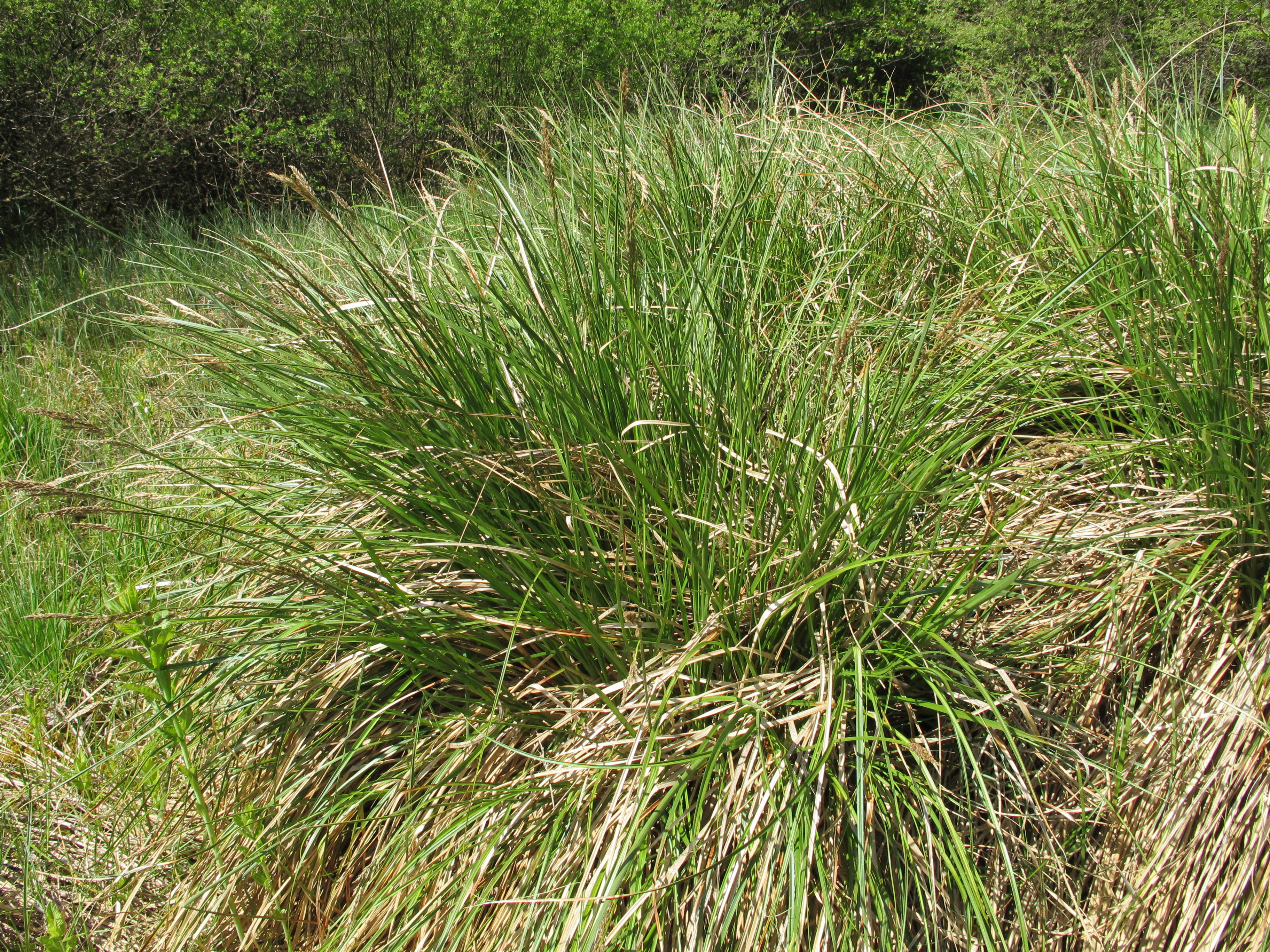
загальний вигляд
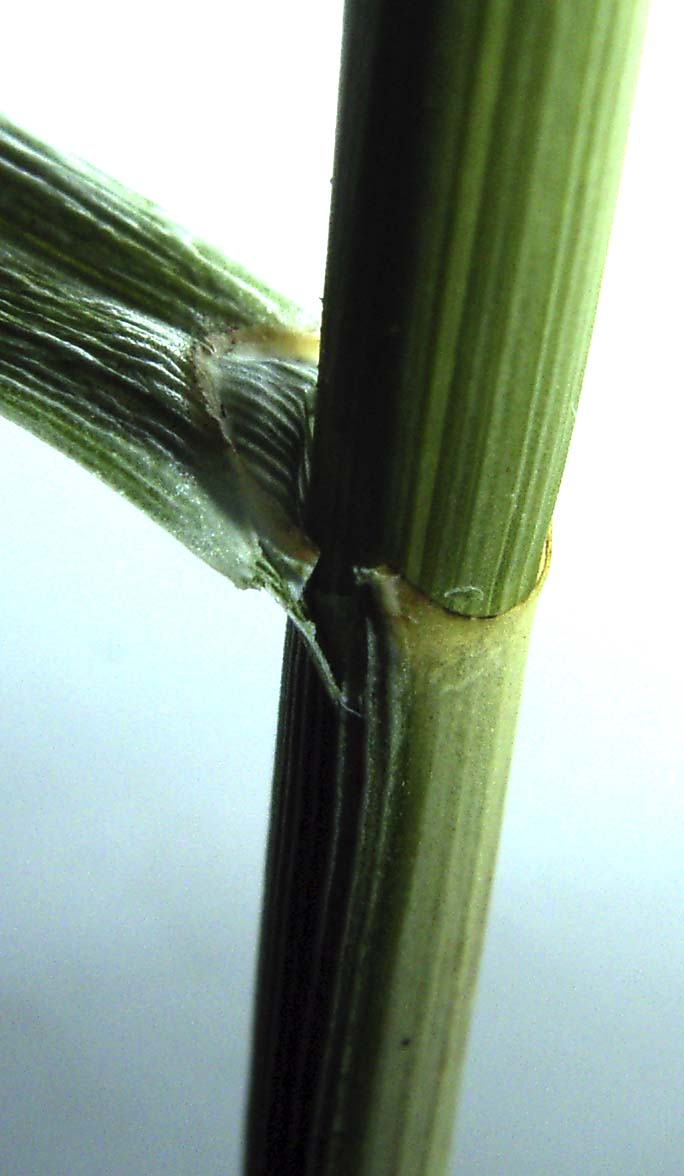
лігула
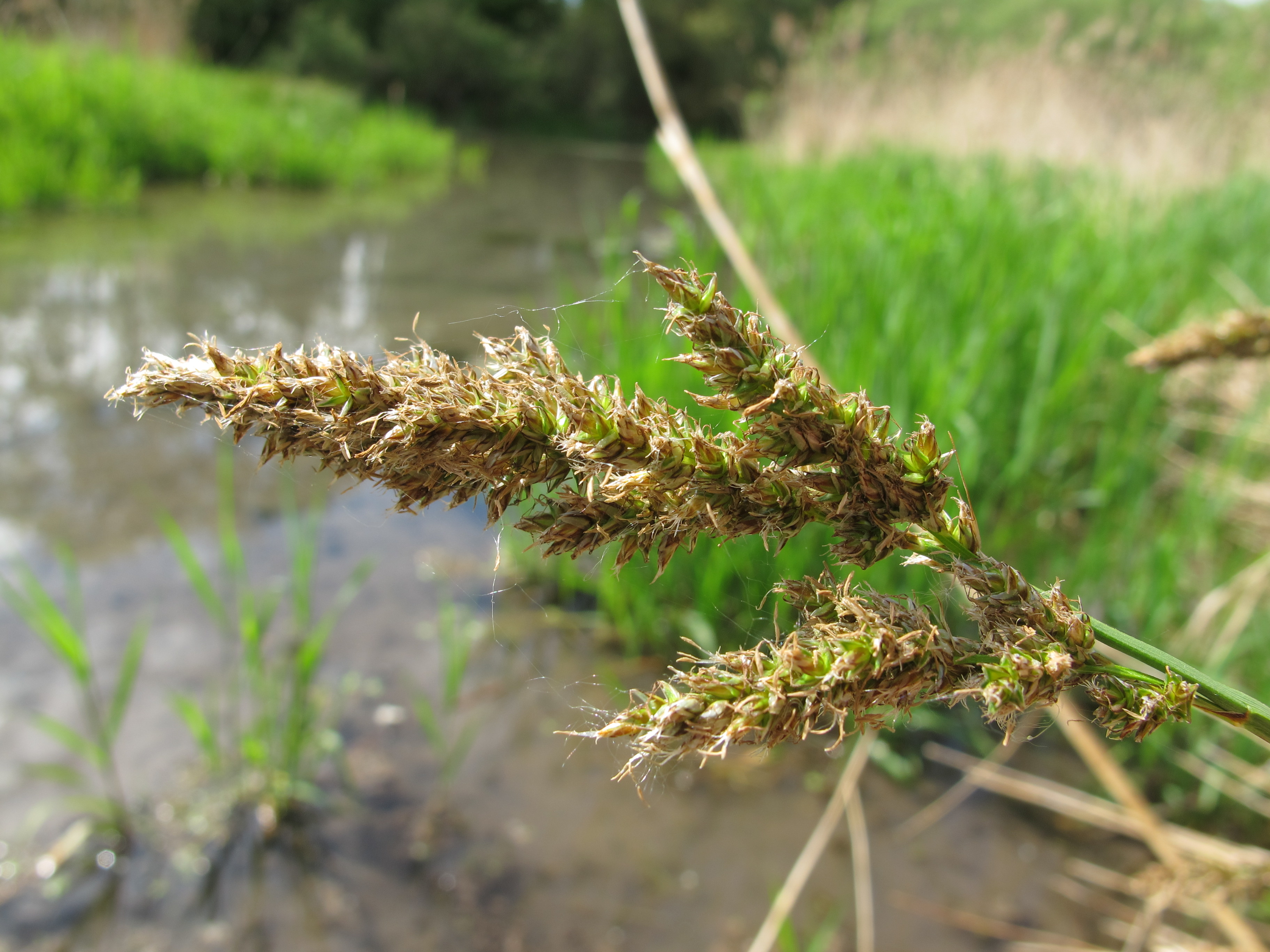
суцвіття
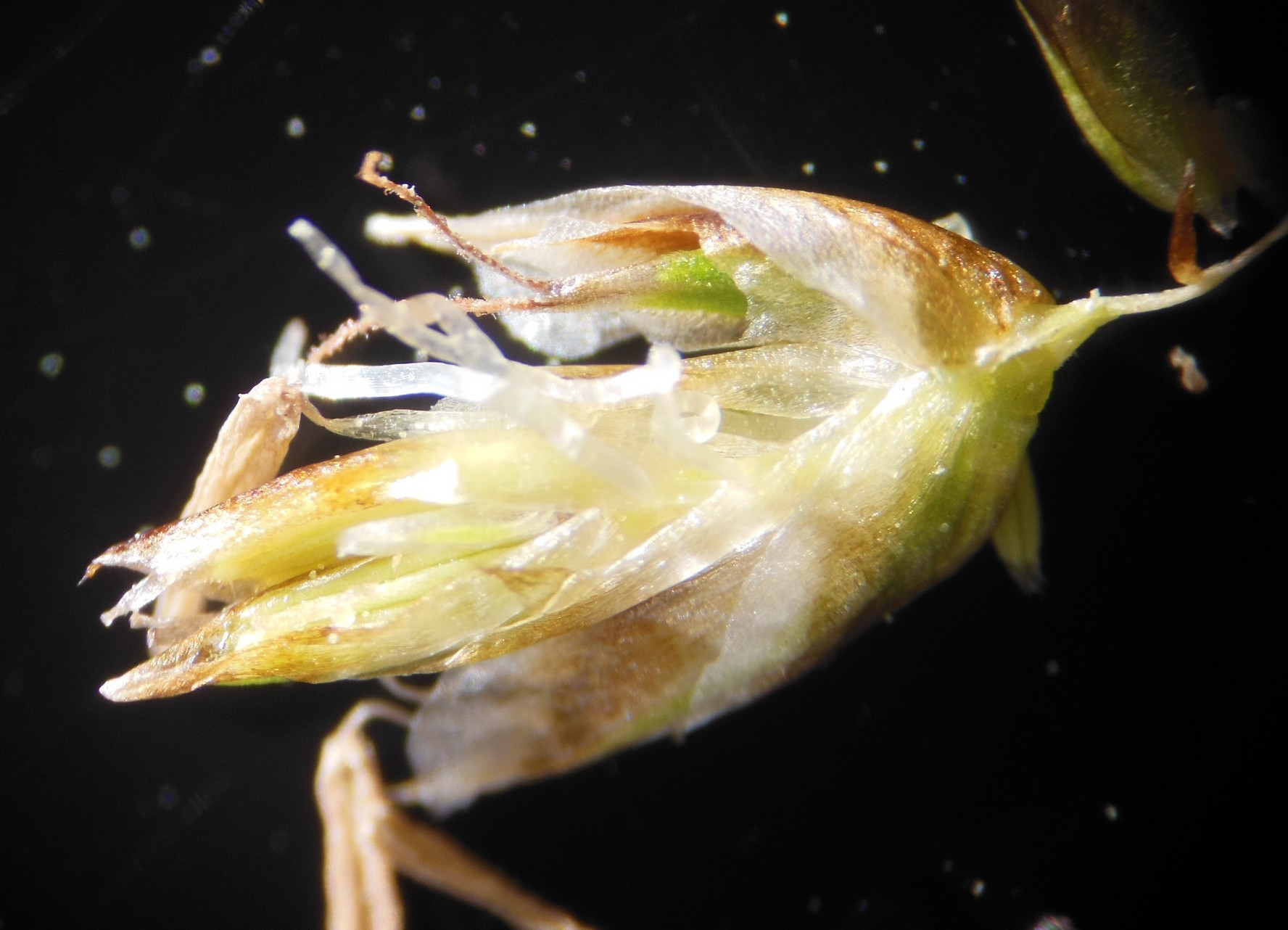
жіноча квітка
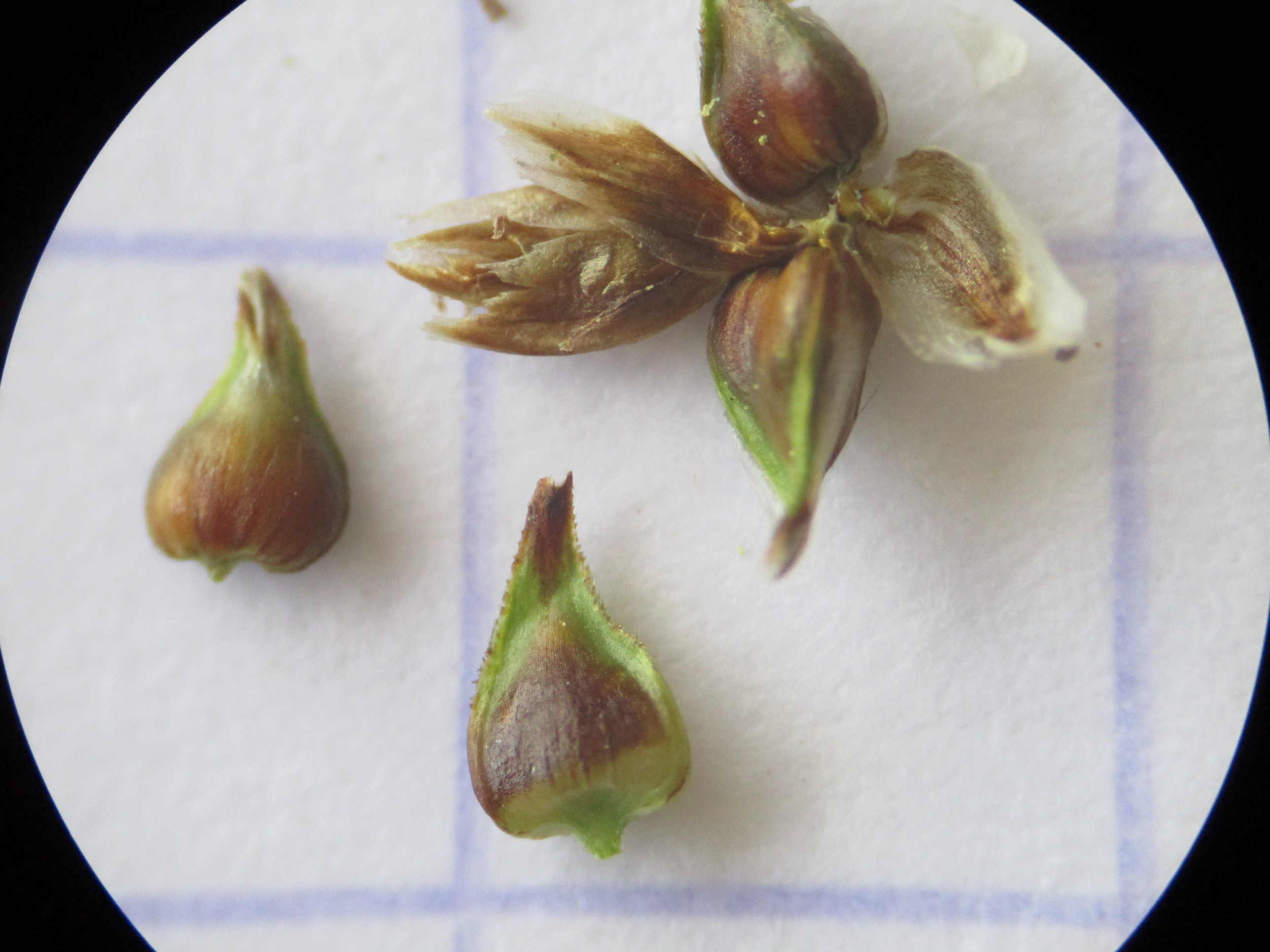
плоди
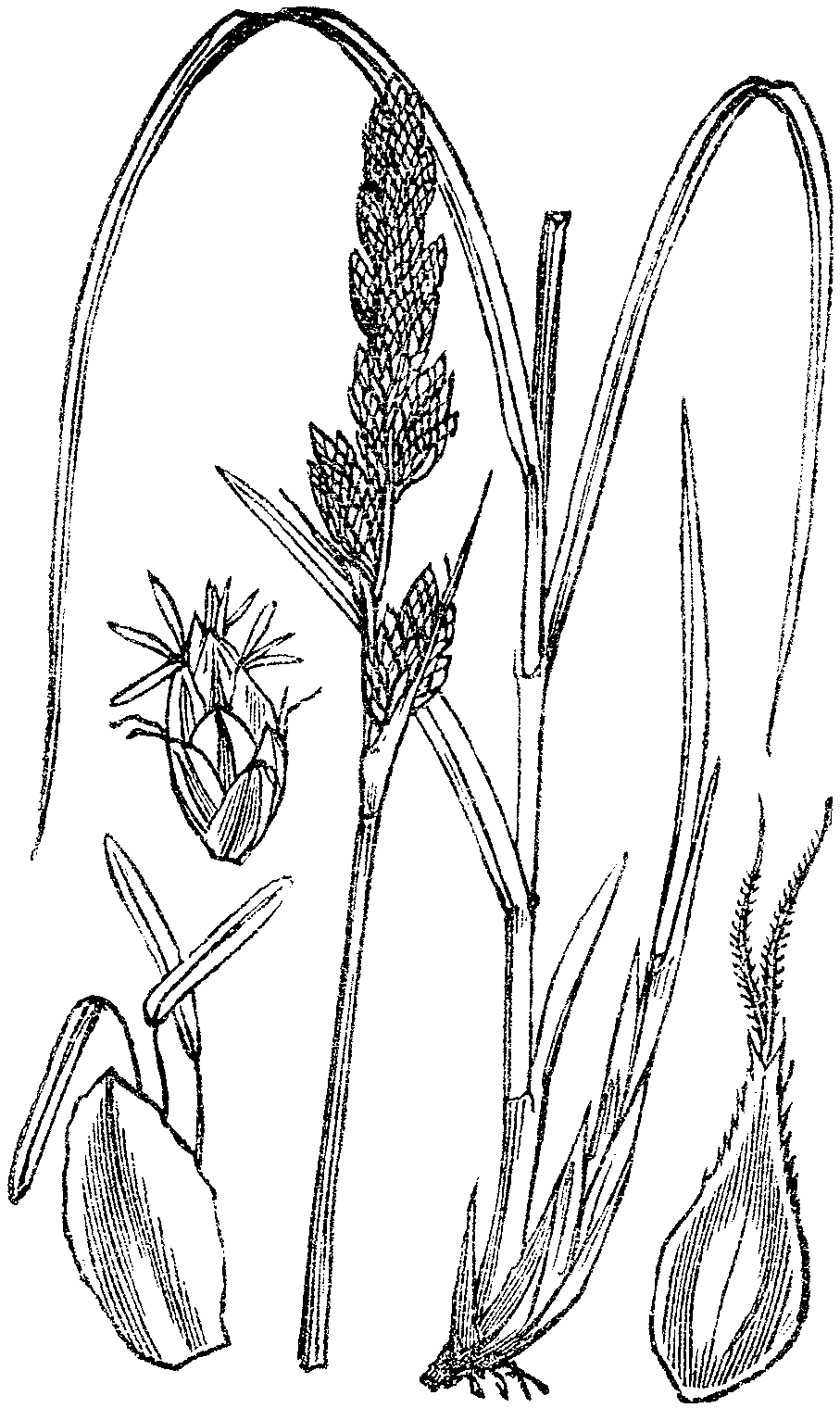
ілюстрація